# Хилмерс, Дейвид Карл
Дэ́вид Карл Хи́лмерс (англ. David Carl Hilmers; род. 28 января 1950) — астронавт НАСА. Совершил четыре космических полёта на шаттлах: STS-51J (1985, «Атлантис»), STS-26 (1988, «Дискавери»), STS-36 (1990, «Атлантис»), STS-42 (1992, «Дискавери»), полковник КМП США.

## Личные данные и образование
Дэвид Хилмерс родился 28 января 1950 года в городе Клинтон, штат Айова, но своим родным считает город Девитт в Айове, где в 1968 году окончил среднюю школу. Состоит в браке с Линн (Бенеке) из города Винтон, штат Айова. У них двое взрослых сыновей: Мэттью (род. 28.09.1976) и Дэниэл (род. 10.08.1979). Он любит играть на фортепиано, заниматься садоводством, электроникой, проводить время со своей семьей, и все виды спорта. Его отец, Павел С. Хилмерс, живёт в городе Клинтон, штат Айова. Его мать, Матильда Хилмерс, живёт в городе Девитт в Айове. В 1972 году получил степень бакалавра по математике (диплом с отличием) в Корнеллском частном колледже. В 1977 году получил степень магистра наук в области электротехники (с отличием). В 1978 году, став инженером-электронщиком, окончил Аспирантуру ВМС США..

## ДоНАСА
Хилмерс поступил на действительную военную службу в Корпус морской пехоты (КМП) США в июле 1972 года. По окончании Школы Морского корпуса (военно-морское училище) был распределен в 121-ю штурмовую эскадрилью на авиабазу морской пехоты Черри-Пойнт, штат Северная Каролина. Летал на самолетах A-6 Intruder, как штурман-бомбардир. В 1975 году он стал офицером Поста связи в 6-го Флота в Средиземном море. После окончания Аспирантуры Школы ВМС США в 1978 году был распределен в 1-ю эскадрилью КМП в Ивакуни, Япония. Позже был переведен в 3-ю эскадрилью морской пехоты на авиабазу в Эль-Торо, недалеко от города Ирвайн, штат Калифорния, где и узнал о приглашении в НАСА..

## Подготовка к космическим полётам
В июле 1980 года был зачислен в отряд астронавтов НАСА в составе девятого набора. Начал прохождение курса общекосмической подготовки (ОКП) с июля 1980 года. По её окончании в августе 1981 года получил квалификацию «специалист полета» и назначение в Отдел астронавтов НАСА. C 1983 года стал назначаться дублером и в состав резервных экипажей. Его первые шаги в НАСА были связаны с тестированием работы верхних ступеней, таких как PAM, ВМС и Кентавр, а также с отладкой программного обеспечения для шаттлов (SAIL). Кроме того, он был координатором подготовки астронавтов, работал c различными полезными нагрузками в интересах Министерства обороны США, был оператором связи с экипажами в Центре Управления во время полетов STS-41D, STS-41G, STS-51А, STS-51C, и STS-51D. Решал вопросы по подготовке астронавтов к работе на космической орбитальной станции, и служил в качестве Был главой Отделения планирования полетов.

## Космические полёты
- Первый полёт — STS-51J [3], шаттл «Атлантис» (первый старт). C 3 по 7 октября 1985 года в качестве специалиста полета. Это второй запуск челнока в интересах Министерства обороны США, на орбиту были выведены два военных спутника связи «USA-11» и «USA-12» (типа DSCS-III). Продолжительность полёта составила 4 суток 1 час 46 минут.[4].

Ещё в мае 1985 года, до своего первого полета, был назначен в экипаж STS-61F, который должен был вывести на орбиту космический аппарат Улисс (Ulysses). Для выведения этого аппарата на межпланетную траекторию предполагалось использовать разгонный блок «Кентавр» (как последнюю ступень). Этот старт был запланирован на май 1986 года, но катастрофа шаттла «Челленджер» (STS-51L) в январе 1986 года изменила всю сетку стартов, да и проект «Шаттл-Кентавр» был закрыт в июле 1986 года. В течение 1986 года Хилмерс работал над вопросом безопасности полезной нагрузки при аварийном прекращении полета на этапе выведения и передачей на борт (перезаписи) программного обеспечения. С 1987 года стал готовиться к старту на STS-26 и разработкой специального программного обеспечения для этого полета.
- Второй полёт — STS-26[5], шаттл «Дискавери». C 29 сентября по 3 октября 1988 года в качестве специалиста полета. Экипаж успешно вывел на орбиту спутник «TDRS-C» и провел одиннадцать экспериментов, два из которых были предложены студентами. Продолжительность полёта составила 4 суток 1 час 1 минуту.[6].
- Третий полёт — STS-36 [7], шаттл «Атлантис». C 28 февраля по 4 марта 1990 года в качестве специалиста полета. Цель полета - выведение на орбиту спутника «KH 11-10» по заказу Министерства обороны США. Продолжительность полёта составила 4 суток 10 часов 19 минут [8].
- Четвёртый полёт — STS-42 [9], шаттл «Дискавери». C 22 по 30 января 1992 года в качестве специалиста полета. Экипаж шаттла провёл пятьдесят пять основных научных экспериментов в специальном модуле, который был сконструирован инженерами и исследователями из одиннадцати стран. В «Международной лаборатории микрогравитации-1» проводились исследования влияния микрогравитации на рост белков и полупроводниковых кристаллов, а также в области материаловедения, медицины и биологии. Были проведены два военно-прикладных эксперимента для министерства обороны США. Главная задача этих двух экспериментов - изучение воздействия низкой гравитации на живые организмы и оценка вероятности генетических изменений в длительных пилотируемых межпланетных полётах. Продолжительность полёта составила 8 суток 1 час 16 минут [10].

Общая продолжительность полётов в космос — 20 суток 14 часов 22 минуты.

## После полётов
Ушёл из НАСА в октябре 1992 года, и в настоящее время преподает на факультете Медицина/Педиатрия в частном Бейлорском Медицинском университете в городе Уэйко, штат Техас.

## Награды и премии
Награждён: Медаль «За космический полёт» (1985, 1988, 1990 и 1992) и многие другие.